# Saxis
Saxis est une municipalité américaine située dans le comté d'Accomack en Virginie.
Selon le recensement de 2010, Saxis compte 241 habitants. La municipalité s'étend sur 0,43 mille carré (1,11 km2).
Saxis est à l'origine une ferme sur l'île du même nom (Saxis Island). Elle voit sa population croitre au XIXe siècle et devient une municipalité en 1959. La pêche a longtemps été la principale activité économique du bourg.